# Хематологија
Хематологија је наука и интернистичка специјалност која се бави проучавањем састава и функцијама крви и крвотворних органа, и дијагностиком и лечењем болести крви. Име ове медицинске дисциплине потиче из грчког језика (грч. αἷμα, haima - крв и λoγία - реч). Како крв циркулише кроз цео организам, и од виталног је значаја за многобројне функције ћелија, ткива и органа, било какви поремећаји у њеном волумену (количини), ћелијском или плазма делу могу изазвати многобројне и разноврсне поремећаје.
Хематологија као научна дисциплина бави се проучавањем ћелијског дела крви, од њиховог настанка у хематопоетском систему, преко функција и живота у циркулацији и ткивима, све до пропадања или утрошка ћелија током обављања функција у организму. Хематолози се такође баве и истраживањем лимфних органа укључујући лимфне чворове, слезину, тимус и лимфно ткиво.
Као клиничка специјалност и једна од грана интерне медицине, хематологија се бави дијагностиком и терапијом, прогнозом и превенцијом урођених и стечених поремећаја крви, поремећаја згрушавања крви, малигних болести крви (укључујући и све врсте хемофилије, леукемије, лимфоме и анемије српастих ћелија). Лабораторијску анализу крви често обавља медицински технолог или научник медицинске лабораторије.

## Историја
Почетно интересовање хематологије као медицинске науке била је само крв и може се рећи да је у том периоду развоја она била најближа ономе што данас зовемо лабораторијска хематологија. Током историје проучавање ћелија крви, са непрестаним развојем медицинске науке и нових техника дијагностике све више је обухватило паралелни рад на клиници и рад у лабораторији. Тако је настала врло сложена наука која је део интерне медицине, трансфузиологије, онкологије, биохемијске, хематолошке и цитолошке лабораторијске дијагностике, биоинжењеринг и још много других области који својим истраживањима и радовима доприносе открићу бројних функција ћелија крви.

## Области истраживања у хематологији
Четири главне области истраживања у оквиру хематологије укључују:
Изучавање хемоглобинопатија
Хемоглобинопатија се бави истраживањем поремећаја у ланцу глобина једног од молекула хемоглобина. Поред анемије српастих ћелија, таласемија (такође познат као еритропоеза) једна је хемоглобинопатија чијим се истраживањем бави ова област хематологије
Изучавање хематолошког малигнитета
Област хематолошког малигнитета бави се дијагностиком и лечењем рака коштане сржи, крви и лимфних чворова. Ту пре свега спадају лечење мијелома као једног од најзначајнијих облика хематолошке малигнитета, али и леукемија и лимфома.
Област хематологије која се бави малигнитетом најчешће је тесно повезана са онкологије, као граном медицине која се бави лечењем рака, применом хемотерапија, која је дефинисана као деструкције ћелија рака, па тиме и крвних ћелија.
Изучавање анемија
Област хематологије која се бави изучавањем анемија, пре свега дијагностикује и лечи стања настала као последица губитка хемоглобина из крви, најчешће као последица смањење броја циркулишућих еритроцита, што може бити повезано са недовољном продукцијом, са повећаном деструкцијом или губитком еритроцита, и може резултовати недостатком довољне концентрације кисеоника у ткивима.
Анемија се дефинише као апсолутно смањење укупне масе еритроцита, које настаје секундарно услед хеморагије, хемолизе или смањења производње црвених крвних зрнаца. У клиничкој пракси, анемијом се сматра и смањење концентрације хемоглобина у крви.
По критеријумима Светске здравствене организације анемија се дефинише и као концентрација хемоглобина (Hb) у крви нижа од 130 g/l или хематокрит (Hct) нижи од 39% код одраслих мушкараца, односно хемоглобин нижи од 120 g/l или хематокрит нижи од 37% код одраслих жена.
Учесталост анемије у укупној популацији је око 1,5%.
Изучавање коагулопатија
Претерана (обилна) крварење и поремећаји згрушавања крви су основни проблеми којима се бави хематолошка коагулопатија. Фибрин је једна врста протеини који помаже формирању крвног угрушке, и заједно са тромбоцитима и другим факторима коагулације укључена је у процес згрушавања крви. Други поремећаји којима се бави хематологија у оквиру коагулопатија укључују артеријску тромбоемболију, дубоку венску тромбозу и неутропенију.

## Стварање крвних елемената
Процес формирања крвних ћелија назива се хемопоезом (лат. hemopoesis). Иако различити по облику и функцији сви ћелијски елементи крви потичу и настају из заједничке матичне, плурипотентне ћелије хемопоезе које се диференцирају и прво деле у прогениторске а потом у прекурсорске ћелије која настањује црвену коштану срж.
Пре него што се формирају зреле крвне ћелије оне у крви пролазе кроз неколико развојних стадијума који су на свакој од линија раздвојени. У метаболичком смислу процес хематопоезе је веома захтеван јер се у организму одрасле особе сваки дан створи више од 100 милијарди крвних ћелија. Услед тога црвена костна срж представља једно од метаболички најактивнијих региона организма. У току детињства црвена коштана срж је присутна у свим костима, али се до двадесете године живота замењује жутом (масном) коштаном сржи у којој се не стварају крвне ћелије.
Код одраслих стварање еритроцита (еритропоеза) и тромбоцита одвија се у пљоснатим костима, неправилним костима и у мањој мери у крајевима (епифизе) дугих костију (највећим делом у ребрима, грудној кости, кичменим пршљеновима, костима карлице и лобање)
Све крвне ћелије потичу из стем ћелија коштане сржи, при чену ни лимфоцити нису изузетак. Када се у раном периоду живота новонастале крвне ћелије експонирају у јетри или слезини, може се рећи да оне имају бурзални утицај и диференцираће се у посебан тип имунских ћелија које зовемо Б лимфоцитима или Б ћелијама. Једном када су се диференцирале у зреле Б ћелије оне колонизују лимфне чворове и увек се деле у Б ћелије што се догађа у периферној крви и оне су одговорне за хуморални имунитет.
Хематопоезни ћелије у коштаној сржи, слезини и тимусу окружене су стромални ћелијама које чине фибробласти, макрофаги, ћелије ретикулума, мастоцити, ендотелне ћелије које заједно са екстрацелуларне матриксом (колаген, фибронектин, мукополисахариди) чине хематопоетска индуктивну микросредине. Контрола хематопоетских процеса се углавном одвија унутар поменуте микросредине. Процес диференцијације од плурипотентне матичне ћелије до зрелог еритроцита, гранулоцита, лимфоцита, моноцита или тромбоцита није у потпуности разјашњен у смислу шта у раној фази деобе усмери стем ћелију да постане нека од крвних ћелија.
| „ | У физиолошким условима процес хематопоезе је строго контролисан, тако да је број новонасталих крвних ћелија једнак броју ћелија које су проживеле свој животни век или су уништене у неком физиолошком или патолошком процесу. Компензаторно повећање ћелија крви индуковано је њиховим акутним или хроничним губитком или захтевом за њихово повећање. Компензаторни процеси доводе до квалитативних промена у саставу крви нпр. појаве еритроцитних прекурсора са једром услед губитка крви или повећаног захтева за пренос кисеоника или у току лечења препаратима гвожђа. Слично се догађа у акутним имунским и инфламаторним реакцијама где постоји захтев за већим бројем леукоцита, те се у крви налазе незреле форме леукоцита (померање улево). Пораст броја исте гране може довести до супресије друге. У току инфективно токсичних реакција (пораст беле крвне лозе) долази до супресије еритроцита (инфективна анемија), али ови патогени механизми нису разјашњени. | ” |

## Анатомија крви
Крв је једино течно везивно ткиво, које има специфичну грађу и састављена је од течности тј. плазме и ћелијских елемената (црвених и белих крвне ћелије и тромбоцити). Крв је ендогена телесна течност и везивно ткиво мезодермалног порекла, јер поседује велику количину међућелијске везивне супстанце коју стварају саме ћелије везивног ткива које су зароњене у њу. Својствена је само за кичмењаке. Из крви настају и у њу се уливају; лимфа и друге телесне течности и заједно се њима улази у састав циркулационог система.
Крв чини течна крвне плазме и крвне ћелије које се налазе у плазми.

### Крвна плазма
Крвна плазма која чини око 55% крви, безбојна је, односно жућкаста течност: водени раствор органских и неорганских материја. Састоји се од воде, натријум-хлорида, осталих соли, мале количине шећера, неких масних материја, хормона, кисеоника и угљен-диоксида. У крвној плазми се налазе беланчевине плазме: албумини, глобулини и фибриноген.

### Крвне ћелије
Крвне ћелије, која чини око 45% крви, су црвена крвна зрнца (еритроцити), бела крвна зрнца (леукоцити) и крвне плочице (тромбоцити).

#### Црвена крвна зрнца
Црвена крвна зрнца дају крви црвену боју, састављена су од беланчевина и холестерина, а садрже и хемоглобин. Еритроцити обављају преношење кисеоника и угљен-диоксида. Код већине сисара зрели еритроцити немају једро ни органеле. Имају облик двоструко улубљеног диска чиме се њихова површина повећава и тиме олакшава размена гасова. Еритроцити су веома гипки – са лакоћом се прилагођавају неправилном облику капилара као и променама њиховог пречника. Ова особина еритроцита је веома значајна, јер је њихов пречник већи од пречника најмањих капилара.

#### Бела крвна зрнца
Бела крвна зрнца су постојане ћелије које се размножавају деобом. Леукоцити се према изгледу једра и цитоплазме сврставају у две основне групе; гранулоците, који имају сегментирано једро и грануле у цитоплазми и агранулоците, чије је једро целовито, округло и у цитоплазми нема зрнаца - гранула. Леукоцити су у основи одбрамбене ћелије које учествују у; одбрани организама од патогених организама (бактерија, гљива, протозоа, паразитских црва) и вируса, у запаљењским и алергијским реакцијама и имају способност фагоцитозе микроорганизама па се називају и фагоцити.

#### Крвне плочице
Крвне плочице (тромбоцити) су најмања крвна зрнца; која су у уској вези са згрушавањем крви и живе веома кратко (4 дана). Они представљају безједарне фрагменте много већих мултиједарних ћелија, мегакариоцита највећих ћелија коштане сржи. Крвне плочице највећим делом циркулишу у крви, али се и извесна количина задржава у слезини што је веома важно у неким имунским поремећајима смањења броја крвних плочица (тромбоцитопенија). Такође у ситуацијама када постоји велики утрошак тромбоцита, у периферној крви се може наћи већи број незрелих тромбоцита, који су знатно већи од зрелих.
Тромбоцити су интегрални део система коагулације (хемостазе), након повреде крвног суда, чиме спречавају претерано отицање крви и омогућавају зарастање рана. Мембране тромбоцита садрже веома важне фосфолипиде, неопходне да би протеини који учествују у коагулацији могли да функционишу. Уз то на тромбоцитима се налазе важни рецептори који им омогућавају везивање за ендотелне ћелије (адхезија тромбоцита) тако да се може формирати коагулациони чеп као одговор на повреду крвног суда, што спречава даљи губитак крви после повреде и ограничава хемостазни одговор на месту повреде уместо неприкладног ширења коагулационог процеса.

## Физиологија крви
Физиолошкс улога крви у организму сисара је:
- транспорт O2 и CO2,
- транспорт хранљивих материја,
- транспорт распадних продуката метаболизма,
- транспорт хормона (информација),
- терморегулација,
- одбрана (имунитет, фагоцитоза)
- хемостаза
- одржавање ацидо-базне равнотеже.